# ON&OFF〜えひめリーダーの素顔〜
『ON&OFF〜えひめリーダーの素顔〜』（オンアンドオフ えひめリーダーのすがお）は、2009年6月7日から愛媛朝日テレビで放送されているドキュメンタリー番組である。

## 概要
愛媛県内で活躍する経営者や学界関係者やスポーツ関係者などに密着取材し、彼らの仕事中や学校内での表情（いわゆるON）と休日中の素顔（いわゆるOFF）それぞれを紹介している番組。平常時には5分間のミニ番組として放送されているが、年末に総集編を放送する際には放送枠が60分（2015年は30分）に拡大する。

## 放送時間
火曜日(不定期) 20:54 - 21:00

## 過去の放送時間
- 日曜 11:45 - 11:50（2009年6月から2016年3月まで）
- 日曜 11:55 - 12:00（2016年4月から2017年4月2日）
- 日曜 17:25 - 17:30（2017年4月9日から2019年9月29日まで）
- 日曜 20:54 - 21:00（2019年11月1日から）[1]

## 年末総集編
- 2009年12月31日 10:45 - [2]
- 2010年12月30日 12:00 - [3]
- 2011年12月30日 12:00 - [4]
- 2012年12月30日 12:00 - [5]
- 2013年12月30日 14:30 - [6]
- 2014年12月31日 9:00 - [7]
- 2015年12月31日 11:15 -
- 2016年12月31日 11:00 - [8]

## ナビゲーター

### 現在の担当者
不定期だが交代で出演している
- 松浦宏子（愛媛朝日テレビアナウンサー）
- 石本桃子（愛媛朝日テレビアナウンサー）
- 川上夏子（愛媛朝日テレビアナウンサー）
- 木和田優衣（愛媛朝日テレビアナウンサー）

### 過去の担当者
- 川越友佳（当時愛媛朝日テレビアナウンサー）
- 大角茉里（当時愛媛朝日テレビアナウンサー）
- 斉藤初音（当時愛媛朝日テレビアナウンサー）
- 吉井万結（当時愛媛朝日テレビアナウンサー）
- 大堀結衣（当時愛媛朝日テレビアナウンサー）
- 矢端名結（当時愛媛朝日テレビアナウンサー）